# 九カ国条約
九カ国条約（きゅうかこくじょうやく、Nine-Power Treaty）は、1922年（大正11年）のワシントン会議に出席した9か国、すなわちアメリカ合衆国・イギリス・オランダ・イタリア・フランス・ベルギー・ポルトガル・日本・中華民国の間で同年2月6日に締結された条約。列国は中国の独立と行政的、領土的保全を約し、門戸開放と機会均等の原則を承認した。なお、9か国条約と表記することもある。

## 概要
この条約は、中国に関する条約であり、門戸開放・機会均等・主権尊重の原則を包括し、日本の中国進出を抑制するとともに列強による中国権益の保護を図ったものである。日本は、第一次世界大戦中に結んだ石井・ランシング協定を解消し、機会均等を体現し、この条約に基づいて別途中国と条約を結び、山東省権益の多くを返還した（山東還付条約）。
これ以後、国際社会はワシントン体制と呼ばれる、中国権益の侵害を忌む傾向に向かった。九カ国条約の根本的誤謬は、中華民国の国境を明確に定めないで、その領土保全を認め、清朝に忠誠を誓ったモンゴル人、満洲人、チベット人、回教徒、トルキスタン人らの種族がその独立権を、漢民族の共和国に譲渡したものと「推定」したことである。
また、九カ国には中国に強大な影響力を及ぼし得るソビエト連邦（ソ連）が含まれておらず、ソ連は、1924年（大正13年）には、外蒙古を中国から独立させてその支配下におき、また国民党に多大の援助を与えるなど、条約に縛られず自由に活動し得た。その結果、同条約は日本の防共活動に制約を加える効果を発揮し、ソ連の対中国政策に大きく寄与した。

## 日本とワシントン体制
ワシントン体制とはワシントン会議で締結された九カ国条約、四カ国条約、ワシントン海軍軍縮条約を基礎とする、アジア・太平洋地域の国際秩序を維持する体制のことを言う。日本では、この体制を基盤とする外交姿勢を「協調外交」と呼び、代々立憲民政党内閣の外相幣原喜重郎らによって遵守されてきた。
しかし1926年（大正15/昭和元年）に蔣介石の北伐が開始され、同年に万県事件・1927年（昭和2年）に南京事件や漢口事件が発生すると、日本国内では協調外交に対する不満が大きくなり、とりわけ軍部は「協調外交」による外交政策を「弱腰外交」として強く批判した。そして1931年（昭和6年）の満洲事変は、九カ国条約で定められた中国の領土保全の原則に違反しているとして、各国から非難を受けた。それ以後もたびたび日本の行動は同条約違反と非難されたが、日本側は非難を受けるたびに本条約を遵守する声明を公表し続けた（しかし1860年の北京条約ではウスリー川以西が清国の領土と規定されたが、中華民国はこの条約を無効と主張していた）。
1932年（昭和7年）に成立した満洲国は中華民国の義務を継承するとし、また満洲国承認国に対しても門戸開放・機会均等政策を行っていた。しかし1934年（昭和9年）11月に満洲国において石油専売法が公布されると、イギリス・アメリカ・オランダの三ヶ国は、未承認の満洲国ではなく日本に抗議した。それに対し日本は、日本にとって満洲国は独立国であるため干渉する事ができず、門戸開放・機会均等は特定の第三国に、通商上の独占的排他的特権を与えない事にすぎないと伝えただろうとされている。
しかし1937年（昭和12年）7月7日に起きた、盧溝橋事件に始まる日中戦争（支那事変）でも不拡大方針を発表しているにもかかわらず、戦線が徐々に拡大したため、日中和平を仲介すべく1937年（昭和12年）11月にブリュッセルで九カ国条約会議（ブリュッセル国際会議）が開催された。これを受けて休戦を主張する石原莞爾らの協力もあり、第1次近衛内閣外務大臣の広田弘毅はトラウトマン工作を開始した。
しかし日本側は、この会議への出席を拒否。中華民国の度重なる条約違反や、本条約に不参加のソ連が極東に大軍の配備をするに至り、九カ国条約は無効と見なすべき状況となっており、ワシントン体制は名実ともに崩壊した。その後も日本やその他加盟国は和平の道を探るも、1938年（昭和13年）1月16日には「爾後國民政府ヲ對手トセズ」とする第一次近衛声明が発表され、和平への道は閉ざされた。更に、近衛文麿内閣総理大臣は汪兆銘政権を樹立し、石原莞爾らの独自和平工作を完全に阻止した。こうして、日中戦争は泥沼化し、日本の国際的孤立が加速することとなる。